# Katja Mater
Katja Mater (Hoorn, 1979) is een in Nederland geboren kunstenaar. Zij woont en werkt in Amsterdam en Brussel.

## Biografie
Katja Mater is beeldend kunstenaar, filmmaker, redacteur en docent met een praktijk die zich richt op de parameters van fotografie en film als niet-transparante media. Zij studeerde in 2003 af aan de Gerrit Rietveld Academie, richting Vrije Media. Van 2003 tot 2005 was zij verbonden aan de postacademische opleiding De Ateliers in Amsterdam. Katja Mater was van 2022 tot 2023 onderzoeker aan de Koninklijke Academie Antwerpen (bij de onderzoeksgroep Thinking Tools).

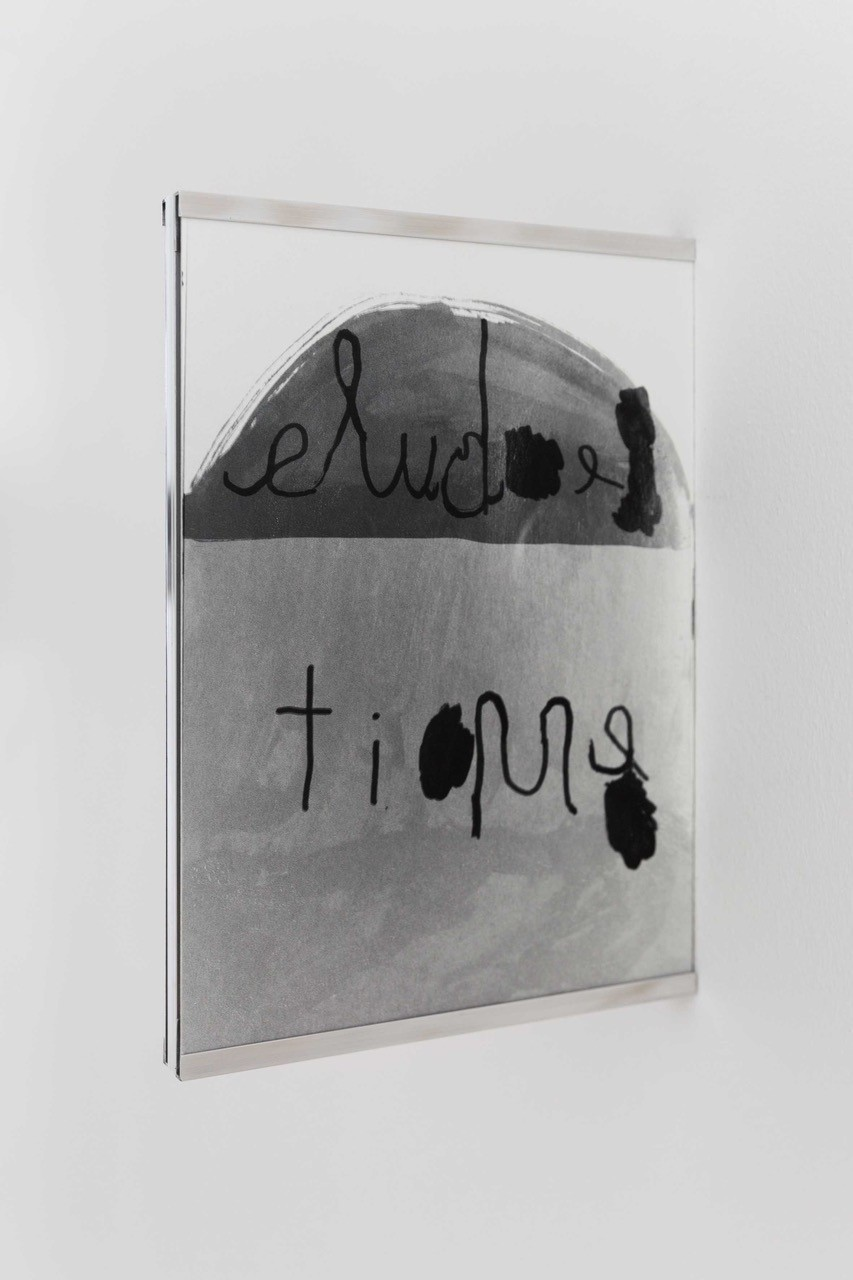
Katja Mater, tempus fuGit, elude TiMe, 2023, two barite prints mounted on aluminium

## Werk
Katja Mater creëert cross-overs tussen fotografie, film, tekening, performance en installatie. Zij documenteert in haar werk iets dat vaak buiten ons menselijk waarnemingsvermogen ligt. Mater is geïnteresseerd in het onthullen van een andere of alternatieve (ervaring van) de werkelijkheid door het vastleggen van de gebieden waar optische media zich anders gedragen als het menselijk oog. Het menselijk begrip van tijd, ruimte en perceptie ligt daaraan ten grondslag. Katja Mater legt gebeurtenissen vast die tegelijkertijd wel en niet in de werkelijkheid liggen en waarbij de waarheid ligt tussen informatie en interpretatie.
Katja Mater wordt vertegenwoordigd door LambdaLambdaLambda in Pristina, Kosovo.

## Overige werkzaamheden
Naast een solopraktijk als beeldend kunstenaar is Katja Mater betrokken bij verschillende samenwerkingsprojecten, als redacteur van Girls Like Us Magazine  sinds 2014 en als een van de oprichters van Mothers & Daughters, a Lesbian* and Trans* Bar. 

## Tentoonstellingen
Katja Mater heeft geëxposeerd in instellingen als Centre d'Art Contemporain Genève CH, De Vleeshal Middelburg NL, Centraal Museum Utrecht NL, Temporary Gallery Cologne DE, AMOA- Arthouse Austin USA Fotogalleriet Oslo NO, Marres, Maastricht NL, Kiosk, Ghent BE en Museum M, Leuven BE. Katja Mater haar werk was ook onderdeel van de Contour Biënnale in Mechelen, BE.

## Openbare collecties

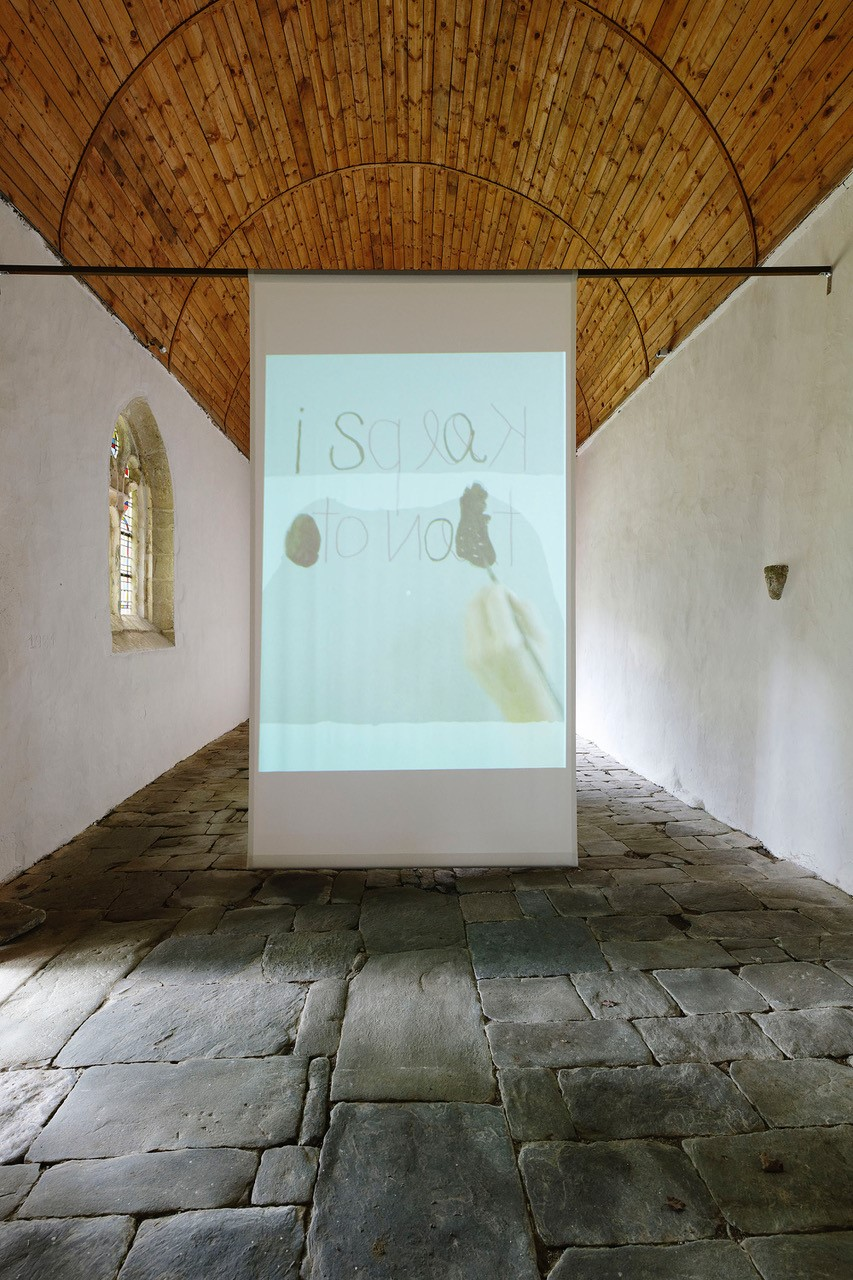
Katja Mater, Dare not, Read On, Chapelle de la Trinité, Cléguérec, 2019

- FOMU - Fotomuseum, Antwerpen BE (2021)
- Museum M & Cera-collectie, Leuven BE (2021)
- Mu.ZEE, Oostende BE (2020)
- Stedelijk Museum Amsterdam, Amsterdam NL (2020, 2015)
- Centraal Museum, Utrecht NL (2020, 2017)
- Fries Museum, Leeuwarden NL (2018)
- Museum Voorlinden, Wassenaar NL (2016)
- Bonnefantenmuseum, Maastricht, NL (2014)
- Zeeuws Museum, Middelburg NL (2014)
- Huis Marseille, Amsterdam NL (2013)
- FOAM, Amsterdam NL (2009)

## Stipendia, Nominaties en Prijzen

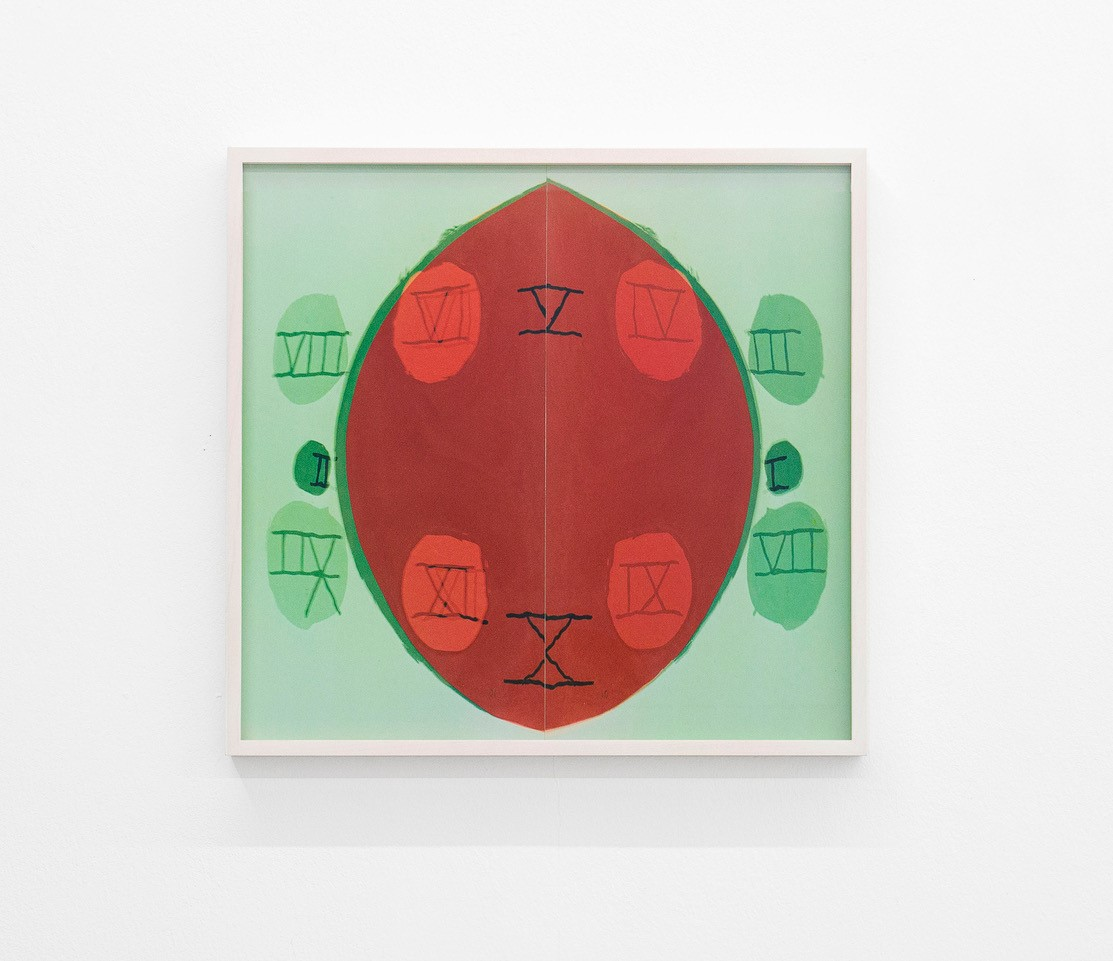
Katja Mater, Time is an Arrow, Error 38, 2020

- 2021 - 2023 stimuleringsfonds creatieve industrie, regeling Experiment for Two intersecting Loops of Silence, NL 
Winnaar van Best Verzorgde Boeken, Student Jury 2020, NL
- 2020 AFK project funding voor publicatie Time is an Arrow, Error, NL
Niemeijer Fonds voor publicatie Time is an Arrow, Error, NL
Mondriaan Fonds, Project subsidie ook in Corona Tijd, NL
- 2019 Winnaar NN Group Art Award 2019, NL (tijdens Art Rotterdam beurs) [4]
Nominatie voor INFORM award 2019, DE
- 2018 Mondriaan Fonds, Bewezen Talent, NL
- 2016 Nominatie voor The Queen Sonja Print Award 2016, NO
- 2014 Winnaar of Section 7 Books 2014 Awards of Distinction, Paris FR
- 2012 Mondriaan Fonds, Basis Stipendium, NL
- 2011 Winnaar Koninklijke Schilderkunstprijs 2011, NL

## Residenties
- 2025 (upcoming) The Josef and Anni Albers Foundation residentie, West Cork IRL
- 2022 Frans Marsereel Centrum, Kasterlee BE
- 2017 Maison Van Doesburg, Meudon FR
- 2015 Frans Marsereel Centrum, Kasterlee BE
- 2014 Wiels, supported by The Mondriaan Fonds, Brussels BE
- 2011 Lower Manhattan Cultural Council, New York USA en Künstlerhaus Bethanien, supported by The Mondriaan Fonds, Berlin DE
- 2010 O' Residenze, Artist in residence Program, Milan IT
- 2009 The MacDowell Colony, Peterborough USA
- 2006 Skowhegan School of Painting & Sculpture, Skowhegan USA

## Publicaties
- 2023 (upcoming) Two Intersecting Loops of Silence, uitgegeven door Futura Resistenza
- 2021 A Year, Really??, a double sided poster edition, Mondriaan Fonds
- 2020 Time is an Arrow, Error, self-published artist book (ISBN 978-90-9033798-2)
- 2019 Dare Not | Read On, self published subtitle booklet
- 2013 Multiple Densities published by ROMA Publication (ISBN 9789491843075)
- 2009 A Study on Colour published by galerie Heden, Den Haag